# Hochschulbibliothek Kaiserslautern
Die Hochschulbibliothek Kaiserslautern (ehemals Fachhochschulbibliothek Kaiserslautern) ist eine zentrale Einrichtung der Hochschule Kaiserslautern. Sie ist auf drei Standorte in Kaiserslautern, Zweibrücken und Pirmasens verteilt.

## Geschichte und Organisationsstruktur
Die Geschichte der Hochschulbibliothek Kaiserslautern steht in Zusammenhang mit der historischen Entwicklung der Hochschule Kaiserslautern (ehemals Fachhochschule Kaiserslautern). In den Jahren 1971 und 1989, als die Hochschulstandorte Kaiserslautern und Pirmasens gegründet wurden, entstanden an beiden Orten Bibliotheken mit jeweils unterschiedlichen Literaturschwerpunkten, wobei der Standort Kaiserslautern zunächst in zwei weitere Standortbibliotheken unterteilt war.
Mit der Gründung des Studienortes Zweibrücken 1994 eröffnete auf dem ehemaligen Gelände der Kreuzberg-Kaserne Zweibrücken eine neue moderne Bibliothek, die zur damaligen Zeit als eine der ersten Bibliotheken in Rheinland-Pfalz überhaupt die Online-Literaturrecherche über einen OPAC ermöglichte. 1999 erfolgte der Umzug in ein saniertes Gebäude mit großzügigen Lese- und Arbeitsbereichen.
Eine bedeutende Veränderung wiederum fand im Jahr 2016 statt durch die Zusammenführung der ehemals getrennten Hochschulstandorte am Studienort Kaiserslautern. Die ebenfalls räumlich getrennten Standortbibliotheken wurden gemeinsam in einen Neubau im ehemaligen Wollmagazin der denkmalgeschützten Kammgarnspinnerei umgesiedelt und im Zuge dessen modernisiert.
Aufgrund der zeitlich versetzten Entstehung und bedingt durch die Organisationsstruktur war der Medienbestand der Campusbibliotheken über viele Jahre nach unterschiedlichen Systematiken aufgestellt und die bibliographischen Daten in separaten Informationssystemen gespeichert. Ein großes Projekt hatte daher zum Ziel, die Bibliotheken aller Standorte strukturell, organisatorisch und fachlich zu integrieren. Ein erster wichtiger Schritt in diese Zielrichtung war im Jahr 2010 zunächst die Zusammenführung der Datenbanken sowie der Aufbau einer gemeinsamen Website. In den darauf folgenden Jahren wurden auch die Geschäftsprozesse vereinheitlicht und somit Entscheidungswege verkürzt. Seit Oktober 2014 sind die Campusbibliotheken einer gemeinsamen Leitung unterstellt und das Projekt der Vereinheitlichung ist weitgehend abgeschlossen.

## Bestand und Ausstattung
Die Hochschulbibliothek Kaiserslautern versorgt Studierende, Mitarbeiter und externe Nutzer mit überwiegend wissenschaftlicher Literatur aus den Bereichen Natur- und Ingenieurwissenschaften, Bauen und Gestalten sowie Betriebswirtschaft und Informatik. Darüber hinaus verfügt sie auch über ein umfangreiches Medienangebot zu vielen weiteren Themenbereichen. Die Medien sind an allen Standorten seit der Gründung als Freihandaufstellung öffentlich zugänglich.
Der Anfangsbestand der Campusbibliothek Zweibrücken betrug 1994 ca. 1500 Medien und wurde bis zum Jahr 2004 durch eine so genannte Büchergrundstock-Maßnahme des Landes Rheinland-Pfalz finanziert. Inzwischen umfasst der gemeinsame Bestand aller Campusbibliotheken 95.996 Printmedien (Stand: Januar 2017).
Den Nutzern stehen u. a. Bücher, Zeitungen, Zeitschriften, Loseblattsammlungen, CDs und DVDs zur Verfügung. Darüber hinaus sind ca. 1500 historische Werke aus den Vorgängereinrichtungen der heutigen Hochschule erhalten geblieben.
Im Jahr 2008 wurde der Bestand durch E-Books erweitert. Seit 2006 nimmt die Campusbibliothek Zweibrücken an der aktiven Fernleihe teil, die Campusbibliotheken Kaiserslautern und Pirmasens seit dem Jahr 2011.

## Engagement als Teaching Library
Seit 2003 beteiligt sich die Hochschulbibliothek Kaiserslautern als Teaching Library verstärkt an der Lehre der Hochschule Kaiserslautern. Neben Einführungsveranstaltungen für Erstsemester, die in erster Linie auf die Bibliotheksnutzung eingehen, umfasst das Schulungsangebot auch 90-minütige Lehrveranstaltungen, die modular aufgebaut sind und sich an Studierende des Grund- und Hauptstudiums wenden. In diesen speziellen Lehrveranstaltungen wird die professionelle Suche nach Informationen in Online-Datenbanken, E-Book- und Zeitschriftenportalen sowie wissenschaftlichen Suchmaschinen und virtuellen Fachbibliotheken vermittelt. Auf diesen Recherchetechniken aufbauend erwerben die Teilnehmer zudem theoretisches Wissen über die Grundprinzipien des wissenschaftlichen Arbeitens. Im Zusammenhang mit E-Learning Konzepten arbeitet die Hochschulbibliothek eng mit dem Referat für neue Lehr- und Lernmethoden zusammen.

## Kinderuniversität in der Hochschulbibliothek
Im Jahr 2009 bot die Campusbibliothek Zweibrücken erstmals eine Veranstaltung im Rahmen der Kinderuniversität der Hochschule Kaiserslautern an und gehört zu den Bibliotheken, die aktiv an diesem Programm teilnehmen. Im regelmäßigen Turnus finden seit 2013 in allen Campusbibliotheken kindgerechte Beiträge mit wechselnden Schwerpunkten statt.

## Kooperationen
Die Hochschulbibliothek am Standort Zweibrücken engagiert sich seit 2006 gemeinsam mit der Bibliotheca Bipontina und der Stadtbücherei Zweibrücken für die Förderung der Lesekultur, wobei die Kooperation aus Hochschulbibliothek, Landesbibliothek und Stadtbücherei in Deutschland selten ist. Die Zusammenarbeit zeigt sich vor allem durch gemeinsame Veranstaltungen, die u. a. im Rahmen der Bibliothekstage stattfinden.